# 下線
下線（かせん）またはアンダーライン（英: underline）は、横書き文章の一部を強調するなどの目的でその文字の直下に引く線のこと（例: 下線）。斜体 (Oblique) またはイタリック体 (Italic) や太字 (Bold) などとともに、強調に用いられる代表的な方法である。一本線のほか、必要に応じて二本線や波線も用いられる。同じ起源をもつ約物としてアンダースコア (_) があり、これもアンダーライン（JIS X 0201ではアンダライン）と呼ばれる。

## 用法
下線は、古くから手書き文章の強調に用いられた。タイプライターが普及すると、手書き原稿をタイプアップ清書する際などに特殊な字体を指定する目的でも用いられ、Italic や Bold など、タイプ済みの文字を戻って再度 _ を重ね打ちする方法で実現された（これは、タイプライターが等幅フォントであったからこそ使用可能な方法であった）。また、初期のPCターミナルでは重ね打ち表示が不可能なので、_Italic_, _Bold_, *Italic*, *Bold* などのように _ や * で挟むことにより強調を表した。現代のワードプロセッサでも強調のために用いられる。LaTeXでは下線による強調は推奨されておらず、強調には太字やゴシック体が使われる。縦書き文章では下線に相当するものとして傍線がある。
HTMLでは、テキストにハイパーリンクを設定すると、ウェブブラウザ上でそのテキストにマウスオーバーしたときに下線が表示されるようになっていることが一般的である。この動作によって、テキストがハイパーリンクであるかどうかを視覚的に理解しやすくなっている。
GUIアプリケーションで画面描画に利用されるグラフィックスAPIでは、任意の位置に直線を自由に描画することができるが、フォントのベースラインに対して適切な位置に下線を自動的に引くことができる機能がテキスト描画エンジンやレイアウトエンジンに組み込まれていることが多い。例えばMicrosoft Windows用のWindows APIのうち、GDI/GDI+では、テキストに下線を描画するかどうかの特性（スタイル）をフォントオブジェクトの作成時に指定する。DirectWriteでは、IDWriteTextLayout::SetUnderline()メソッドを使用して下線を引く文字列の範囲を指定することができる。
一部の自然言語では、ダイアクリティカルマークとして、あるいは固有名詞など特定の意味であることを表示するために用いられる。
数学では、階乗冪（factorial power）のうち、xnの形で下降階乗冪を表す。これはx(x-1)(x-2)…(x-n+1)からなるn項の積となる。
数字の6と9は字形がほぼ回転対称であり、場合によっては上下の区別がつかない、または紛らわしい。そのため、6や9のように数字の刻印に下線を引いて天地を示すことがある。例えばビリヤードボールやゴルフクラブが挙げられる。ビリヤードボールでは、下線のほかに円弧が使われることもある。ゴルフクラブでは9番アイアンにのみ下線を引いて、6番アイアンには下線を引かないことも多い。逆にUNOでは6のカードにのみ下線が引かれ、9のカードには下線が引かれていない製品もかつてあった。